# Gerichtsbezirk Neulengbach

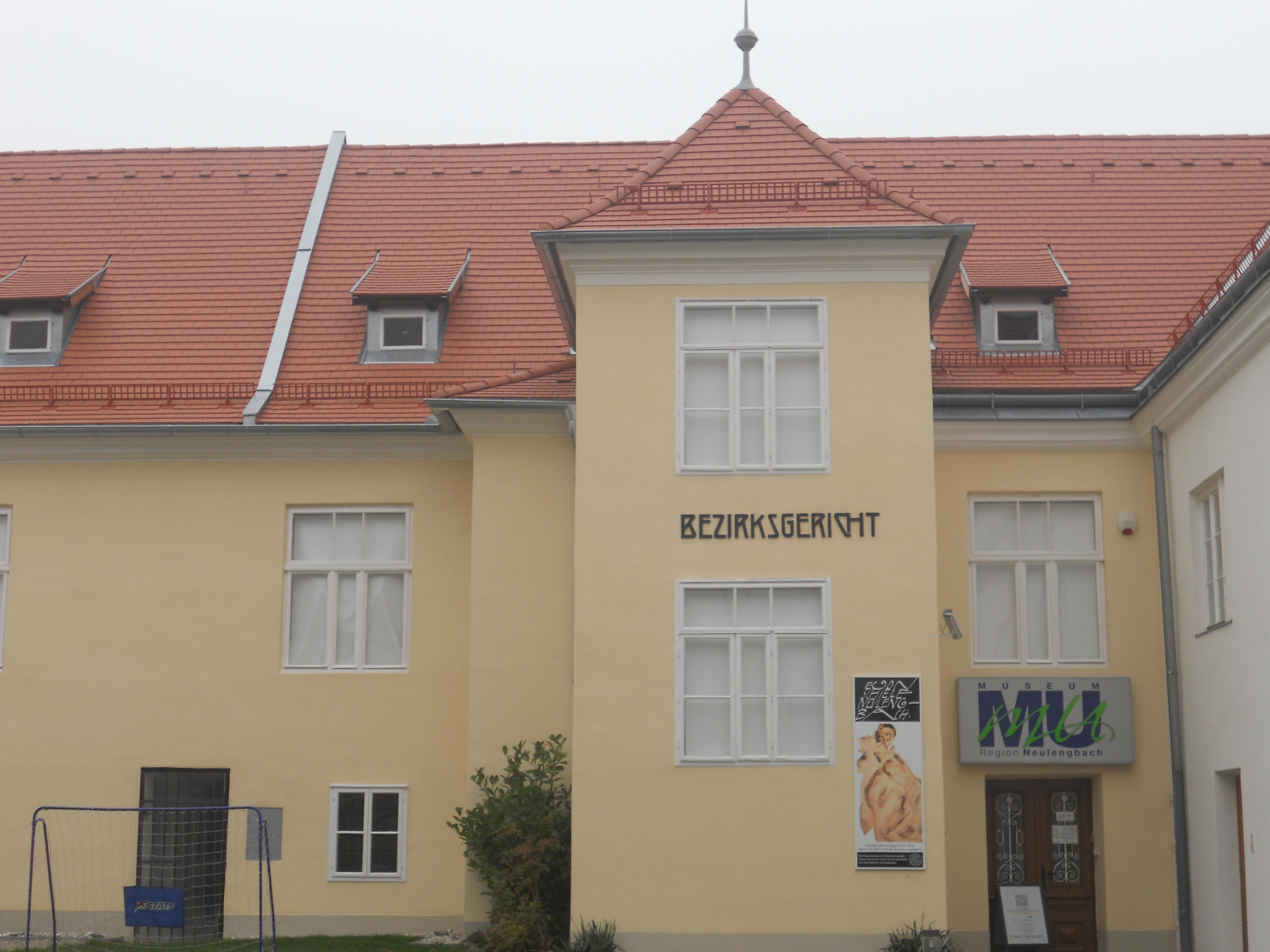
Bezirksgericht Neulengbach

Der Gerichtsbezirk Neulengbach ist einer von 24 Gerichtsbezirken in Niederösterreich und einer von dreien im Bezirk St. Pölten. Der übergeordnete Gerichtshof ist das Landesgericht Sankt Pölten.

## Geschichte
Der Gerichtsbezirk Neulengbach wurde 1850 gegründet und bildete zunächst zusammen mit dem Gerichtsbezirk Purkersdorf und dem Gerichtsbezirk Liesing den Bezirk Hietzing-Umgebung.
Heute ist er Teil des politischen Bezirks St. Pölten und existiert in seiner jetzigen Form seit 1. Juli 2002, als der Gerichtsbezirk Herzogenburg aufgelöst und die Gemeinden Kapelln und Perschling (bis 2015 „Weißenkirchen an der Perschling“) dem Gerichtsbezirk Neulengbach zugewiesen wurden.

## Gerichtssprengel
Einwohner: Stand 1. Jänner 2024

### Städte
- Neulengbach (8.661)

### Marktgemeinden
- Altlengbach (3.223)
- Asperhofen (2.354)
- Böheimkirchen (5.243)
- Eichgraben (4.793)
- Kapelln (1.342)
- Kirchstetten (2.265)
- Maria Anzbach (3.276)
- Michelbach (852)

### Gemeinden
- Brand-Laaben (1.258)
- Kasten bei Böheimkirchen (1.440)
- Neustift-Innermanzing (1.568)
- Stössing (836)
- Perschling (1.552)